# Cour Vendôme
La cour Vendôme est une voie du 1er arrondissement de Paris, en France.

## Situation et accès
La cour Vendôme est une voie située dans le 1er arrondissement de Paris. Elle débute au 362, rue Saint-Honoré et se termine au 7, place Vendôme.

## Origine du nom

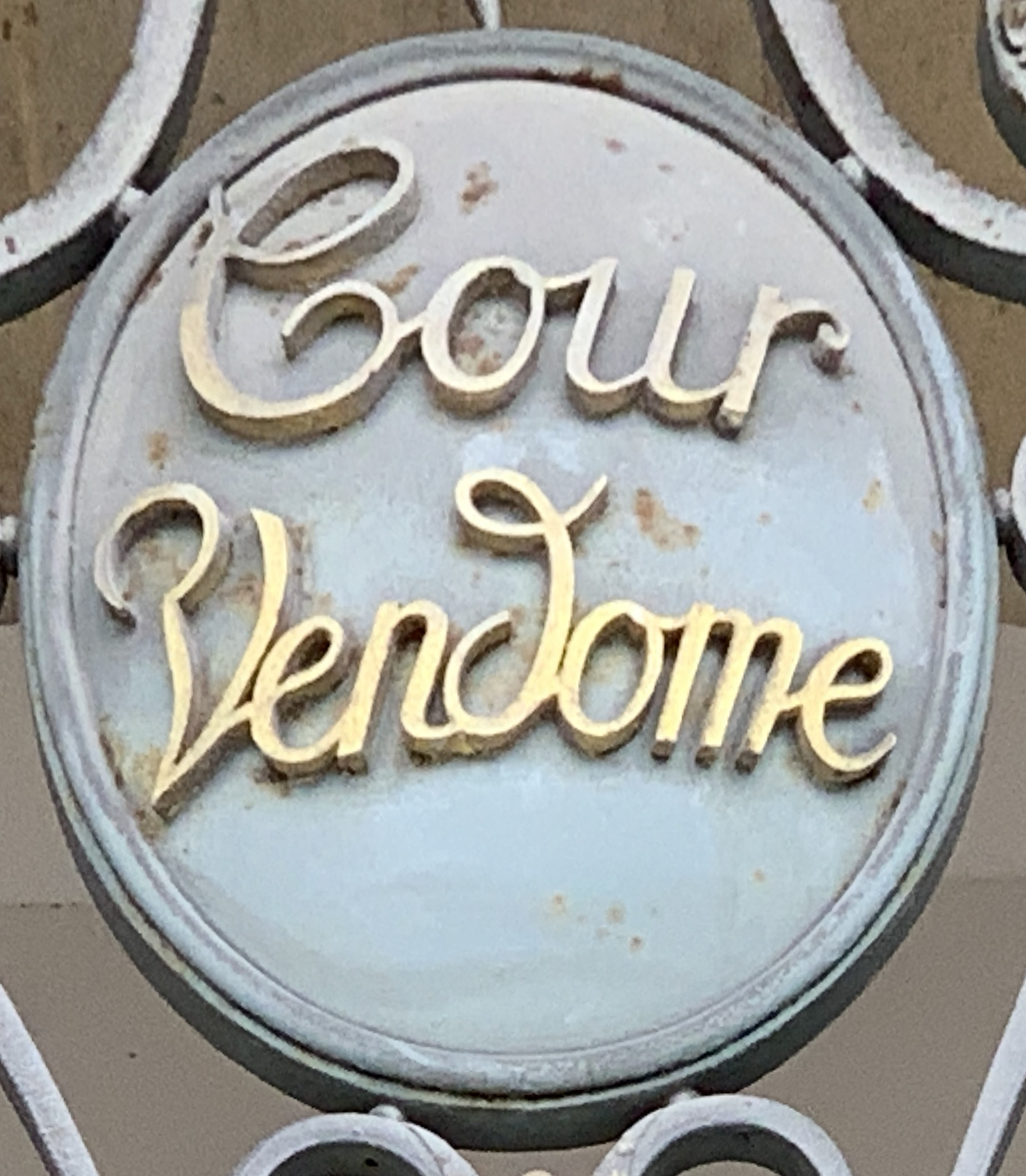
Plaque de la voie.

Elle est appelée ainsi du fait de sa proximité avec la place Vendôme qui, elle, tient son nom du vaste hôtel de Vendôme, emplacement sur lequel on construisit la place.

## Historique
La cour a été créée par la Compagnie Foncière Vendôme, en 1930, lors de la transformation de l'hôtel Lebas de Montargis en immeuble de bureaux. Elle constitue, depuis lors, un troisième point d'accès public à la place Vendôme.
En 2015, le traiteur Potel & Chabot a ouvert un espace de réception aux rez-de-chaussée et sous-sol du bâtiment se trouvant cour Vendôme, et occupant notamment l'ancienne salle des coffres de la BNP gardée par une porte blindée de douze tonnes.

## Pour approfondir